# قومية عمياء
القومية العمياء هي عصبية قومية مثل النازية والفاشية والشيوعية والشوفينية. وهي في المقام الأول منصة للنزعة السياسة العسكرية، وعبادة شخصية، والامتياز الطبقي، والفخر بالرمزية الوطنية، والأصل والأساطير التأسيسية. هي مشابهه لازدراء القومية التوسعية تجاه جميع الدول الأجنبية والأجانب. الاستثناء الجدير بالملاحظة هو أن العديد من القوميين يؤمنون بالسلام من خلال الزواج بين الفئات الاجتماعية. وهي القومية «التي لا تسمح للطبيعة العقلانية للعقل البشري بتأكيد نفسها».
تم استخدام مصطلح القومية العمياء لشرح الأنظمة الشمولية والاستبدادية في فترة ما بين الحربين، والتي أدت في النهاية إلى الحرب العالمية الثانية. يرتبط المصطلح أحيانًا بالتوسع الأمريكي.

## الأصل
أقدم استخدام معروف لعبارة «القومية العمياء» كان في عام 1908 في كتاب المشاكل العرقية في المجر للمؤرخ البريطاني روبرت ويليام سيتون واتسون:
وفقًا لديفيد نيوس، الرئيس السابق للجمعية الإنسانية الأمريكية:
| « | إن النقص المذهل في المعرفة، إلى جانب الوطنية العمياء والعاطفية، سبب لكارثة. والنتيجة هي انتشار الاستثناء الأمريكي غير الواعي الذي يشبه النرجسية الاجتماعية، وهو شعور أناني بالأهمية والتفوق يمكن أن يكون له عواقب وخيمة". | » |